# Lina Andersson
Pour les articles homonymes, voir Andersson.
Lina Andersson, née le 18 mars 1981 à Gällivare, est une skieuse de fond suédoise.

## Carrière
Elle a pris son premier départ en Coupe du monde en 1998. Trois ans plus tard environ, elle monte sur son premier podium en terminant troisième du sprint d'Oslo. En novembre 2001, elle connait son seul podium dans une épreuve de distance avec une troisième place sur le 10 km classique de Kuopio.
Après plusieurs saisons en retrait, Lina Andersson revient sur les podiums en devenant vice-championne du monde du sprint classique à Oberstdorf en 2005. S'ensuit une première victoire en Coupe du monde au sprint classique de Lahti en mars 2005.
Lors des Jeux olympiques de 2006 à Turin, elle remporte la médaille d'or au sprint par équipes avec Anna Dahlberg.

## Palmarès

### Jeux olympiques
| Épreuve / Édition            | Salt Lake City 2002 | Turin 2006 |
| Sprint libre                 | 28e                 | 11e        |
| Sprint classique par équipes |                     | Or         |
| 10 km classique              | 16e                 | 33e        |
| 5 + 5 km Poursuite           | 39e                 |            |
| 30 km libre départ en ligne  |                     | Abandon    |
| Relais 4 × 5 km              | 12e                 |            |

### Championnats du monde
| Épreuve / Édition               | Épreuve / Édition               | Lahti 2001 | Val di Fiemme 2003 | Oberstdorf 2005 | Sapporo 2007 | Liberec 2009 |
| Sprint                          | classique                       |            |                    | Argent          | 6e           |              |
| Sprint                          | libre                           |            | 24e                |                 |              |              |
| Sprint par équipes              | libre                           |            |                    |                 | 4e           |              |
| Sprint par équipes              | classique                       |            |                    |                 | 4e           | Argent       |
| 10 km                           | classique                       |            | 21e                |                 |              | 14e          |
| 10 km                           | libre                           |            |                    |                 | 42e          |              |
| 15 km                           | classique                       | 27e        |                    |                 |              |              |
| 15 km                           | classique départ en ligne       |            | 27e                |                 |              |              |
| 30 km classique départ en ligne | 30 km classique départ en ligne |            |                    | n'a pas débuté  |              |              |
| Relais 4 × 5 km                 | Relais 4 × 5 km                 |            | 6e                 | 8e              |              | Bronze       |

### Coupe du monde
- Meilleur classement général : 15e en 2002, 2005 et 2006.
- Meilleur classement en sprint : 4e en 2006 et 2007.
- 15 podiums :
  - 8 podiums en épreuve individuelle : 2 victoires, 4 deuxièmes places et 1 troisième place.
  - 7 podiums en épreuve collective : 1 victoire, 3 deuxièmes places et 3 troisièmes places.

#### Détail des victoires
| Épreuve / Édition | Sprint | Sprint    |
| Épreuve / Édition | libre  | classique |
| 2005              |        | Lahti     |
| 2006              |        | Otepää    |